# Eariodes
Eariodes là một chi bướm đêm thuộc họ Geometridae.